# Bitwa pod Malakal
Bitwa pod Malakal – starcie, które nastąpiło pod koniec listopada 2006 roku na południu Sudanu, w pobliżu miasta Malakal. Walki między wojskami rządu a Ludową Armią Wyzwolenia Sudanu (SPLA) było poważnym naruszeniem porozumienia podpisanego 9 stycznia 2005 roku w Nairobi, kończącego długotrwały i brutalny konflikt w południowym Sudanie, który trwając 20 lat spowodował śmierć ponad 2 milionów ludzi.

## Bitwa
Walki rozpoczęły się po zajęciu przez milicje sudańską schronu, mieszczącego się w miejscowym garnizonie. SPLA odpowiedziało oblężeniem garnizonu, a następnie rozpoczęła szturm.
Następnego dnia sudańskie wojsko powróciło w asyście czołgów, które rozpoczęły ostrzał części miasta Malakal, powodując dużą liczbę ofiar wśród cywili.
Zaognianie się konfliktu wymusiło interwencje sił pokojowych ONZ; spowodowało to zawieszenie walk oraz powrót sił obu stron do swych pierwotnych pozycji.

## Ofiary
Według ONZ co najmniej 150 osób zginęło podczas starć między wojskami Sudanu a rebeliantami; natomiast od 400 do 500 osób zostało rannych. Zwłoki zabitych w czasie walk zanieczyściły część Nilu, utrudniając mieszkańcom dostęp do wody pitnej.